# Frontopsylla frontalis
Frontopsylla frontalis är en loppart som först beskrevs av Rothschild 1908.  Frontopsylla frontalis ingår i släktet Frontopsylla och familjen smågnagarloppor.

## Underarter
Arten delas in i följande underarter:
- F. f. frontalis
- F. f. alatau
- F. f. baibacina
- F. f. baikal
- F. f. dubiosa
- F. f. gud
- F. f. postcurva